# Grand Prix Lwowa 1932
Grand Prix Lwowa 1932 lub I GRAND PRIX MIASTA LWOWA – trzecie Grand Prix Lwowa zorganizowane przez Małopolski Klub Automobilowy, wyścig odbył się na ulicach Lwowa.

## Wyniki wyścigu Grand Prix
| Pozycja           | Numer | Kierowca          | Samochód                 | Okr. | Czas / Strata | Powód nieukończenia | Pozycja startowa |
| ----------------- | ----- | ----------------- | ------------------------ | ---- | ------------- | ------------------- | ---------------- |
| 1                 | 6     | Rudolf Caracciola | Alfa Romeo 8C-2300 Monza | 66   | 2h:19:53.410  |                     | 2                |
| 2                 | 5     | Albert Broschek   | Mercedes-Benz SSK        | 60   | + 6 okr.      |                     | 3                |
| 3                 | 4     | László Hartmann   | Bugatti T37A             | 58   | + 8 okr.      |                     | 6                |
| 4                 | 8     | Jan Ripper        | Bugatti T37A             | 58   | + 8 okr.      |                     | 8                |
| 5                 | 7     | Stanisław Hołuj   | Bugatti T37A             | 58   | + 8 okr.      |                     | 7                |
| 6                 | 3     | Bruno Sojka       | Bugatti T37A             | 57   | + 9 okr.      |                     | 5                |
| Niesklasyfikowani |       |                   |                          |      |               |                     |                  |
|                   | 1     | Hans Stuck        | Mercedes-Benz SSKL       | 37   | + 29 okr.     | radiator            | 1                |
|                   | 2     | Josef Štasný      | Bugatti T35B             | 12   | + 54 okr.     | wypadek             | 4                |

Na niebiesko zaznaczono kierowców startujących w klasie Voiturette